# Štěpán III. Uherský
Štěpán III. (maďarsky: III. István, slovensky: Štefan III., chorvatsky: Stjepan III.; v létě 1147 – 4. března 1172) byl král Uherska v letech 1162 až 1172. Nastoupil na trůn jako nezletilý, přičemž musel čelit svému strýci, který si s podporou byzantské říše uzurpoval vládu.

## Boj o trůn
Po smrti krále Gejzy II. v roce 1162 nastoupil Štěpán, Gejzův nezletilý syn, na uherský trůn přes odpor svého strýce Štěpána IV. Byzantský císař Manuel I. Komnenos brzy poté vytáhl k dunajské hranici, neboť chtěl v Uhrách dosadit sobě více nakloněného panovníka, kterým byl Štěpán IV., manžel Manuelovy neteře Marie Komneny. Arpádovce se snažil získat pro podporu papeže Viktora IV. i Fridrich I. Barbarossa, který pověřil zásahem mimo jiných i českého krále Vladislava II. Vladislav hájil Štěpána III. a zásadu primogenitury. Roku 1164 vstoupili Češi za velkého drancování na uherské území a setkali se s byzantskými sbory. K bitvě mezi nimi nedošlo, Manuel ustoupil za Dunaj a Vladislav dosáhl uznání Štěpána III. Králův bratr Béla získal od bratra dlouho odpíraný úděl a vnučka českého krále Helena (dcera Bedřicha) se provdala za císařova příbuzného.
V roce 1172 se Štěpán III. setkal se svým tchánem, rakouským markrabětem Jindřichem, který byl na pouti do Svaté země. Během tohoto setkání náhle onemocněl a zemřel. Pohřbený je v Ostřihomi.

## Rodina
Štěpánovou manželkou byla Anežka Babenberská, dcera rakouského markraběte Jindřicha II. Jasomirgotta a jeho druhé manželky Theodory Komnenovny. Ke svatbě došlo roku 1166, když Štěpán zrušil zasnoubení s dcerou haličského knížete Jaroslava Osnomysla. Z manželství se možná narodil syn Béla, který ale zemřel ještě před svým otcem.